# آوالون (فیلم)
آوالون (انگلیسی: Avalon) فیلمی درام ساختهٔ بری لوینسون و محصول سال ۱۹۹۰ آمریکاست.